# Desma Stovall
Desma Stovall (ur. 15 września 1983 w Santa Rosa) – amerykańska siatkarka, aktualnie grająca we francuskim USSP Albi Volley-Ball.

## Kluby
| Klub                    | Kraj              | Od        | Do        |
| Oregon State University | Stany Zjednoczone | 2002–2003 | 2005–2006 |
| Volley Murcia           | Hiszpania         | 2006–2007 | 2007–2008 |
| USSP Albi Volley-Ball   | Francja           | 2008–2009 | 2008–2009 |